# Иванов, Стилиян
Стилиян Иванов (Stilian Ivanov; Stiliyan Ivanov) — болгарский режиссёр, продюсер и сценарист.

## Биография
Заканчивает золотой медалью Национальную природо-математическую гимназию в Софии; Болгария. В 1994 году заканчивает магистратуру по режиссуре в ВИТИЗ (Национальная академия театрального и фильмового искусства — Болгария) в классе проф. Хачо Бояджиева. Он является акционером в телевидении по культуре и искусству TVArt и собственником продюсерской компании Dodofilm.

## Творческий путь
Ещё в студенческие годы в ВИТИЗ-е (1992 г.) начинает работу в Болгарском национальном телевидении (БНТ). Первую передачу, которую снимает для тогдашней Первой программы — «Знаете ли болгарский»(1993 г.), чьим режиссёром и соавтором является.
В период с 1993 по 1995 год реализует развлекательные программы «Моя молитва», «Мир для двоих», «Тост за здравие», «Музыкальная чуднотека» и многие другие.
В 1995 году начинает руководить масштабными продукциями на телевидении, при чём почти всегда он режиссёр и автор.
- 1995 г.: фильм про Лили Иванову -«Наедине с Лили», показан в праздничной рождественской программе БНТ
- 1995 г.: создает первую светскую передачу, показанную по отечественным телевидениям "Лица"для БНТ"
- 1996 г.: режиссёр и автор биографического фильма о Ванге — «Ванга», показанным по БНТ
- 1996 г. :режиссёр-постановщик фольклорного спектакля "Пустая молодость"ансамбля «Пирин», вышедший на видеокассете и распространённый по всему миру, сейчас продается на DVD
- 1999 г.: автор и режиссёр документального фильма «Румяна»
- 2001 г.: автор и режиссёр документального фильма «Емил Димитров»
- 2002—2004 г. автор и режиссёр документальной трилогии «Собаки и люди»
- 2006 г.: автор и режиссёр документального фильма «Феномен Вера»
- 2007 г.: автор и режиссёр документального фильма «Целитель Петр Димков»
- 2008 г.: автор и режиссёр документального фильма «Правда об Орфее»
- 2009 г.: автор и режиссёр документальных фильмов «Фракийци» и «Музыка»
- 2010 г.: автор и режиссёр документальных фильмов «Месопотамия — следы в песке»; «Анатолия — земля богини-матери»; «Анатолия — земля солнца» и «Анатолия — земля гробниц»

Кроме указанных он создал и множество других документальных фильмов-портретов о болгарских известных личностей — Валя Балканская (народная певица), Надка Караджова (народная певица) Теодоси Спасов (музыкант), Кати (поп-фолк певица), Хачо Бояджиев (известный болгарский режиссёр), Эмил Димитров (эстрадный певец), Вера Кочовская (экстрасенс и феномен мирового масштаба) и Петр Димков (народный целитель и активный деятель болгарского культурного развития и возрождения).
Фильм о болгарской пророчице Ванге многократно возбуждал интерес, как в Болгарии, так и в России. И до по сей день Сателлитный канал БНТ показывает фильм по несколько раз в году, а российское национальное телевидение ОРТ приглашает Стилияна Иванова в свои самые популярные передачи.
Стилиян Иванов был режиссёром множества фольклорных и развлекательных передач, спектаклей и фестивалей. Он снял и множество видеоклипов поп музыкантам, фольклорным исполнителям и поп-фолк певицам. Он работал и с некоторыми продюсерскими компаниями в Болгарии — «Пайнер», «Милена рекордс», «Ара аудио видео», БМК, «Сани мюзик», студией «Веселина» и др. Во всех своих клипах он утверждает свой стиль, который сразу распознаётся фанатами соответственного жанра. С 1994 года Стилиян Иванов способствует, что бы видеоклипы Болгарии приобрели профессиональную визию.
Создает и утверждает визию многих известных болгарских личностей нашего совремия: Надя (ведущая «Элитта»), Азис, Георги Любенов (радио-журналист), Румяна (народная и поп-фолк певица), Диан Христов- манекен и актёр (прославился клипом Эмила Димитрова «Моя страна, моя Болгария»), Цветелина (поп-фолк певица), Антон Петров — играл Орфея в самом рекламируемом и масштабном болгарском документальном фильме после 1989 года « Правда об Орфее», Орнела (поп-фолк певица), Ева Кикерезова (ведущая на телевидении «Веселина» и ББТ), Екстра Нина, Глория, Луна, Кати…
В 2001 году Стилиян Иванов начинает работать в Мсат, создавая «Голые новости», получившие мировую известность и положительно комментированные в СМИ. Передача запрещена НСРТ (государственный совет по электронным СМИ), скоро после чего этот орган распущен. Там создано и «Без наркоза» — передача об успехах и провалах болгарских СМИ.
В июне 2003 года радио «Веселина» делает телевидение «Веселина». Директором и художественным руководителем приглашен Стилиян Иванов, который за 6 месяцев создает телевидение.
С 2004 по 2006 год Стилиян Иванов является исполнительным директором «Балкан Болгарского Телевидения», а с 2006 по 2007 год он является консультантом СМИ. За 2 года со своей хорошо подобранной командой он превращает телевидение ББТ в одно из ведущих телевидений. В то время ББТ -телевидение, которое осуществляет первый телемост с открытого моря в истории болгарских телевидений (весна 2005 года).
В 2007 году, после долгой подготовки, Стилиян Иванов начинает съемки самого масштабного болгарского документального фильма «Правда об Орфее» ВИДЕО-трейлер. В многочисленных публикациях болгарские СМИ определяют фильм Стилияна Иванова самым масштабным болгарским фильмом. Весь период для реализации проекта — более 2 лет. «Правда об Орфее» — самый дорогой документальный фильм сделанный в период после 1989 года. Фильм снимался в 14 странах, в которых режиссёр снял музейные артефакты и археологические раскопки, связанные с Орфеем и орфизмом. Как консультанты в фильм включаются 10 известных болгарских ученых. Стилиян Иванов проводит кастинг на образ Орфея, на который являются более 400 кандидатов со всей Болгарии. Фильм продает 20 000 копий DVD. Он прожектирован не только в Болгария, но и в Турции и Индии. Американская фильмова компания замечает проект и выкупает его права, заказывая режиссёру расширить фильм, превращая его в трилогию.
В мае 2009 года Стилиян Иванов вместе с оператором Мирославом Евдосиевым и продюсером Деяном Неделчевым создают телевидение о мировой культуре и туризму — tvart. Телевидение о культуре и туризму руководиться режиссёром вместе с профессиональной командой телеоператоров, музыкантов, монтажистов и фотографов, которые готовят всю авторскую программу, а начало телевидения дано 24 мая 2009 года. В 2010 году телевидение Тв Арт начинает транслироваться и по кабельным сетям Болгарии и в интернете.
Параллельно с этим готовит фильм «Путь человеческой цивилизации» ВИДЕО-трейлер (сятый на Ближнем Востоке и территориях современных Турции и Сирии), за который получил благословение и напутствия феномена Веры Кочовской. Продюсер Dodofilm Деян Неделчев ищет способы показать фильм «Путь человеческой цивилизации» не только в Болгарии и в мире, а и в самых больших городах семи областей Турции. Ещё не законченным несколько турецких телевидений хотят транслировать кадры Стилияна Иванова и профилированными каналами, ставшими достоянием 70 миллионами жителей Турции.
С начала 2010 года Стилиян Иванов и его команда разъезжают и снимают в Лондоне Стилиян Иванов снимает арт ярмарку в Лондоне, Мадриде в Испании показывает Пикассо и Дали перед камерой Tv Art; Толедо, Москве, о. Делосе (Греция). Его продукция транслируется по телевидению Tv Art.
Премьера фильма «Месопотамия — следы в песке» ВИДЕО-трейлер в марте месяце в «Доме кино» Софии и в «Фестивальном комплексе» в Варне. Трилогия про Анатолию представляют в мае месяце, по традиции, на берегу моря в элитном болгарском курорте. Культурное телевидение Tv Art за год выпускает 6 документальных фильмов
Первая часть двуязычной DVD коллекции «Путь человеческой цивилизации» ведёт в Месопотамию, где 5000 лет тому назад создана первая письменность, а позже и астрология.
Второй фильм — путешествие к фракийцам, потом приходит черед магии Орфея и музыки, которую отец современной медицины Гиппократ использует как терапию. Волнующие рассказы в четвёртой серии ведут зрителя по стопам человека 17 000 лет назад, скальные рисунки — 11 тысяч, скульптура богини — 8000 лет, так же к родным местам Гомера и Геродота, храмы Эфеса, святилища Кибелы и дом Девы Марии. Фильм рассказывает и о древней битве за Трою, сражениях Рамзеса II, похода Александра Македонского. Где находятся сказочные храмы Аполона, Зевса и Диониса по Эгейскому побережью? А гробница царя Мидаса — самого алчного царя всех времен? Куда ведут подземные города в Каппадокии, какие тайны скрывает султанский гарем Топкапы? Кто является духовным учителем янычаров? Где находиться магический чёрный камень из Мекки, замурованный в Голубую мечеть? Обо всем этом рассказывает последняя серия DVD сериала «Путь человеческой цивилизации» — По пути человеческой цивилизации — ВИДЕО — трейлер.
В конце 2010 года режиссёр Стилиян Иванов уезжает в Кония — Турцию на праздник дервишей и последователей Мевлияна со всего света (17 декабря), где снимает фильм о суфизме и Руми. 48-ми минутный полнометражный фильм будет частью серий «Репортажи о вере». Премиера фильма назначена на начало 2011 года.
Не специально, а вполне сам по себе случается странный факт, что каждая серия осуществляется через 5 лет. В 2011 году взгляд Стилияна Иванова направляется к мистичному миру дервишей. Премьера фильма будет в 2011 году — пять лет после предыдущего фильма из документальной саги.
О празднике дервишей в Кония -Видео- трейлер
В начале 2011 года по поводу 100-летия с дня рождения болгарской пророчицы Ванги выходит на DVD на рынок лимитированая серия документального фильма режиссёра Стилияна Иванова. Это единственный фильм, снятый с благословения Ванги . Он создан в 1996 году в последние месяцы её жизни. Слова пророчицы звучат как предсказание для всех болгар и доходят до зрителей как конкретные предписания против разных «болячек» и редко как послания о нашем образе жизни.

## Любопытные факты
- В 2005 году журнал «Эгоист» составляет классификацию самых снятых болгарских статистов в видеоклипах — там на первом месте попал Атанас Тодоров, который принял участие в более чем 30 музыкальных видеоклипах Стилияна Иванова.
- В 2009 году с огромной помощью д-р Фадиме Гюлай Аслан — советник по культуре в посольстве Республики Турции в Болгарии, успевают снять 17 000 летние следы человека, скальные рисунки 11 000 лет и скульптуру Богини 8 000 лет…
- В 2010 году команда Тварт и Додофилм первая болгарская и одна из немногих мировых фильмовых команд, допущенных до Мекки дервишей — Кония, во время «большого праздника».

## Награды и отличия
- 1. 10-й юбилейный евроазиатский фестиваль телевидения и кино — 2007 г.
- 2. Второй международный кинофестиваль «Верное сердце» в Москве — 2007 г.
- 3. «Я — человек», Оренбург — 2007 г.
- 4. Награда «Режиссёр года» — 1997 г. и «Режиссёр года» 1999 г. поп-фолк клип.